# ダグラス・リルバーン

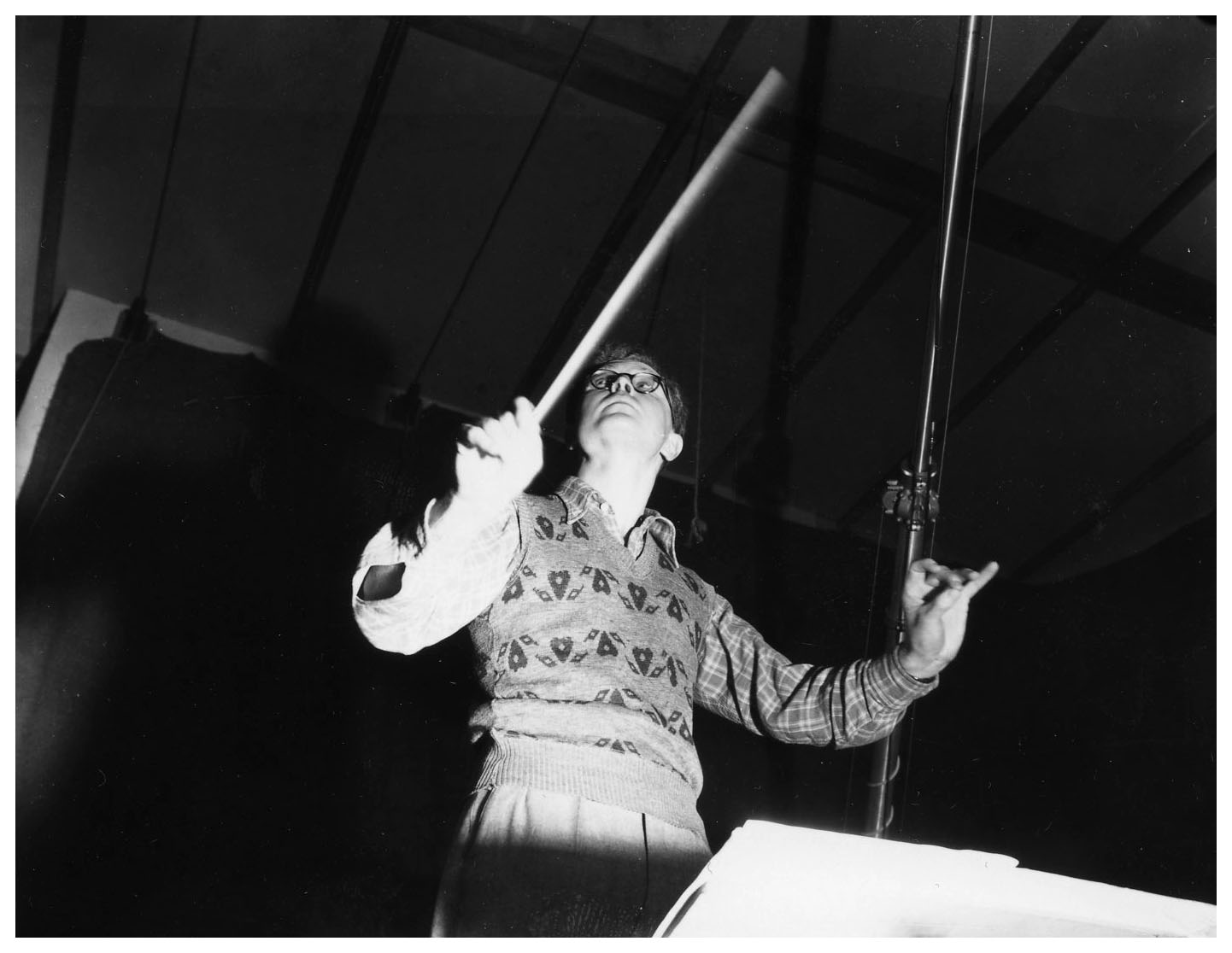
ダグラス・リルバーン

ダグラス・リルバーン（Douglas Gordon Lilburn, ONZ, 1915年11月2日 - 2001年6月6日）は、ニュージーランド出身の作曲家。
ニュージーランド北島ドライスデールの農場に生まれる。クライストチャーチのカンタベリー・カレッジ（現在のカンタベリー大学）にて音楽の勉強をし、1936年にはパーシー・グレインジャーが創設した作曲賞を受賞した。その後ロンドンの王立音楽大学に留学し、レイフ・ヴォーン・ウィリアムズに師事した。1940年に帰国し、ヴィクトリア大学ウェリントンの教授として、ニュージーランド音楽の発展に貢献した。

## 作風
初期の作風はヨーロッパの後期ロマン派に強く影響されていた。1950年代にはその上に十二音音楽とセリエル音楽を取り入れ、1960年代以降はもっぱら電子音楽を作曲した。

## 主な作品
- ドライスデール序曲（1937）
- アオテアロア序曲（1940）
- 3つの交響曲（1949,1951,1961）

## 個人的な生活
彼は画家のリタ・アンガスと不倫関係を持ち、彼女は妊娠したが流産し、彼の晩年は男性との親密な関係が特徴だった。

## 文献
- The New Grove Dictionary of Music and Musicians. Macmillan Publishers. (1995). pp. 857–858. ISBN 1-56159-174-2